# Man on Fire (pel·lícula del 1987)
 Man on Fire és una pel·lícula franco-italiana d'Élie Chouraqui dirigida el 1987 segons la novel·la d'A.J. Quinnell.

## Argument
Creasy, un antic agent de la CIA és contractat per protegir la filla d'una rica família italo-americana de l'alta societat. La nena, que només té 12 anys i es diu Samantha, aconsegueix una cosa molt difícil: inspirar a Creasy una tendresa oculta durant molt temps pel seu treball i per certs episodis del seu passat. Però, precisament llavors, la nena és segrestada.

## Repartiment
- Scott Glenn: Creasy
- Jade Malle: Sam
- Joe Pesci: David
- Brooke Adams: Jane
- Jonathan Pryce: Michael
- Paul Shenar: Ettore
- Danny Aiello: Conti
- Laura Morante: Julia
- Giancarlo Prati: Satta
- Inigo Lezzi: Bellu
- Alessandro Haber: Sandri
- Franco Trevisi: Rabbia
- Lou Castel: Violente
- Lorenzo Piani: Bruno
- Giuseppe Cederna: Snake
- Giovanni Mauriello: Elio
- Frederica Tatulli: la dona d'Elio
- Anita Zagaria: la dona de Conti
- Enrica Rosso: Maria

## Al voltant de la pel·lícula
L'any 2004 Hollywood va fer un remake (amb el mateix títol) dirigit per Tony Scott amb Denzel Washington i Dakota Fanning.